# A normandiai vonat érkezése, Gare Saint-Lazare
A normandiai vonat érkezése, Gare Saint-Lazare (Arrivée du train de Normandie, gare Saint-Lazare) Claude Monet festménye.
Az impresszionista festők előszeretettel ábrázolták a modern világ aspektusait, köztük a körutak nyüzsgő forgalmát, az új épületeket, kiállítási csarnokokat, a hidakat és a vasúti közlekedést. Monet 1877-ben tizenkét képet szentelt a párizsi Gare Saint-Lazare pályaudvarnak, amely a Normandiából Párizsba érkező, illetve a fővárosból Észak-Franciaországba tartó vonatokat fogadta-indította.
Monet a képeket a helyszínen festette meg, közülük nyolcat fejezett be az impresszionista alkotók 1877-es kiállítására; valószínűleg mindannyit ugyanabban a teremben mutatta be. A normandiai vonat érkezése, Gare Saint-Lazare fókuszában a vasútállomás fém- és üvegszerkezete áll. Monet a csarnokban szabadon kombinálhatta a vizuális hatásokatː az égbolt természetes világosságát és a tető üvegtábláin, tompán átderengő fényt, valamint a beérkező szerelvény gőzmozdonyának füst és párapamacsait.
A Gare Saint-Lazare-ról festett tizenkét kép után után Monet több más sorozatot is festett azonos témáról, mások mellett a roueni katedrálisról, a londoni parlament épületéről, az Epte folyó partján álló nyárfákról, valamint a Giverny közeli mezőn felhalmozott kazlakról, végül kedvenc témájáról, a tavirózsákról. Monet érdeklődésének középpontjában az állt, hogyan változik meg az adott tárgy képe a változó év- és napszakokban, a különböző fényviszonyok között.
A normandiai vonat érkezése, Gare Saint-Lazare az Art Institute of Chicago gyűjteményében található. A képet Ernest Hoschedé nagyiparos, vásárolta meg a festőtől 1877-ben, majd Georges de Bellio, az impresszionizmus egyik első rajongójának tulajdonába, később örökösein keresztül Paul Durand-Ruelhez került. A műkereskedő New York-i üzletébe vitette át a képet, amelyet 1911. december 16-án a chicagói Martin A. Ryerson  vett meg hétezer dollárért. A chicagói múzeum 1933-ban kapta meg a festményt.

## Más kép a sorozatból
- Európa híd, Gare Saint-Lazare